# Melaspilea gibberulosa
Melaspilea gibberulosa är en lavart som först beskrevs av Erik Acharius, och fick sitt nu gällande namn av Philipp Franz Wilhelm von Zwackh-Holzhausen. Melaspilea gibberulosa ingår i släktet Melaspilea och familjen Melaspileaceae.  Arten är reproducerande i Sverige. Inga underarter finns listade i Catalogue of Life.